# Galeras
Galeras (také Urcunina) je aktivní sopka v Kolumbii, poblíž města Pasto. Jedná se o 4 276 m vysoký vulkanický komplex, převážně andezito–dacitového složení. V současnosti je nečinný, poslední erupce skončila v lednu 2014.
Galeras je aktivní více než milión let. Během erupcí se vytvořily dvě kaldery, první před půl miliónem let, druhá, mladší před 40 000 lety. Vlivem hydrotermální aktivity nastal kolaps oslabených stěn kaldery a pozdější erupce vytvořily v současnosti aktivní kráter.
Od dob španělských conquistadorů bylo zaznamenáno více než 20 erupcí. V roce 1993 přišlo při erupci sopky o život šest geologů, kteří v jejím kráteru prováděli měření. Při jedné z větších erupcí v roce 2005 bylo město Pasto, nacházející se jen 12 kilometrů od sopky, evakuováno. Stejně tak v listopadu 2006, po varování Instituto Colombiano de Geología y Minería (Kolumbijského geologického institutu), své domovy muselo opustit 8 000 obyvatel. Erupce z února 2009 donutila k evakuaci opět asi 8000 lidí z provincie Nariño. Stejný počet lidí musel být evakuován i po erupci 3. ledna 2010.
Sopka 25. srpna 2010 vypustila zdáli viditelný sloupec popela. Tato erupce, popisovaná jako neexplozivní, přinutila úřady, aby zvýšily pro přilehlá města stupeň varování na „žlutý III“.
Galeras je monitorována v rámci Deep Earth Carbon Degassing Project a společně s dalšími patnácti sopkami ve světě je zapsána do seznamu Decade Volcanoes.